# Cemil Erlertürk
Cemil Gürgen Erlertürk (* 1918 in Izmir; † 3. Mai 1970 in Istanbul) war ein türkischer Fußballspieler. Die Fußballfans nannten ihn Katır (Maultier).

## Aktive Karriere
Erlertürk begann seine Karriere in seiner Heimat Izmir für Alsancak. Im Jahr 1938 wechselte der Stürmer zu Galatasaray Istanbul. In seiner ersten Saison für Galatasaray erzielte er in der Istanbul Ligi und Millî Küme 17 Tore in 15 Spielen. Galatasaray gewann zum ersten Mal die Millî Küme und mit seinen 13 Toren wurde Erlertürk mit Hakkı Yeten von Beşiktaş Istanbul Torschützenkönig.
Die nachfolgende Spielzeit war für Erlertürk ein weiteres Mal torreich. In 16 Spielen in der Istanbul Ligi machte er 30 Tore. 1942 gewann Erlertürk mit Galatasaray die Istanbul Kupası. Im Endspiel traf Erlertürk beim 5:0-Sieg gegen Fenerbahçe Istanbul einmal das Tor.
Galatasaray feierte diesen Erfolg 1943 erneut. Im Finale wurde Beşiktaş Istanbul mit 3:1 besiegt und Erlertürk traf auch in diesem Endspiel einmal. In der Istanbul Ligi wurde er mit 22 Toren Torschützenkönig.
Im Sommer 1944 verließ der Stürmer Galatasaray und wechselte nach Frankreich zu FC Angoulême. Dort blieb Erlertürk eine Saison und beendete 1952 seine Karriere bei Galatasaray.

## Umzug in die Vereinigten Staaten
Nach seiner aktiven Karriere zog Erlertürk 1955 in die Vereinigten Staaten und machte seinen Trainerschein in der University of Illinois at Urbana-Champaign. Cemil Erlertürk verstarb am 3. Mai 1970 in Istanbul.

## Erfolge
Galatasaray Istanbul
- Millî Küme: 1939
- Istanbul Kupası (2): 1942, 1943

Individuell
- Torschützenkönig der Millî Küme: 1939
- Torschützenkönig der Istanbul Ligi (2): 1940, 1943